# William de Grey (1er baron Walsingham)
Pour les articles homonymes, voir William Grey (homonymie) et Grey.
William de Grey, 1er baron Walsingham (7 juillet 1719 - 9 mai 1781) est un avocat, juge et homme politique britannique. Il exerce les fonctions de Lord Chief Justice des plaids communs entre 1771 et 1780.

## Biographie

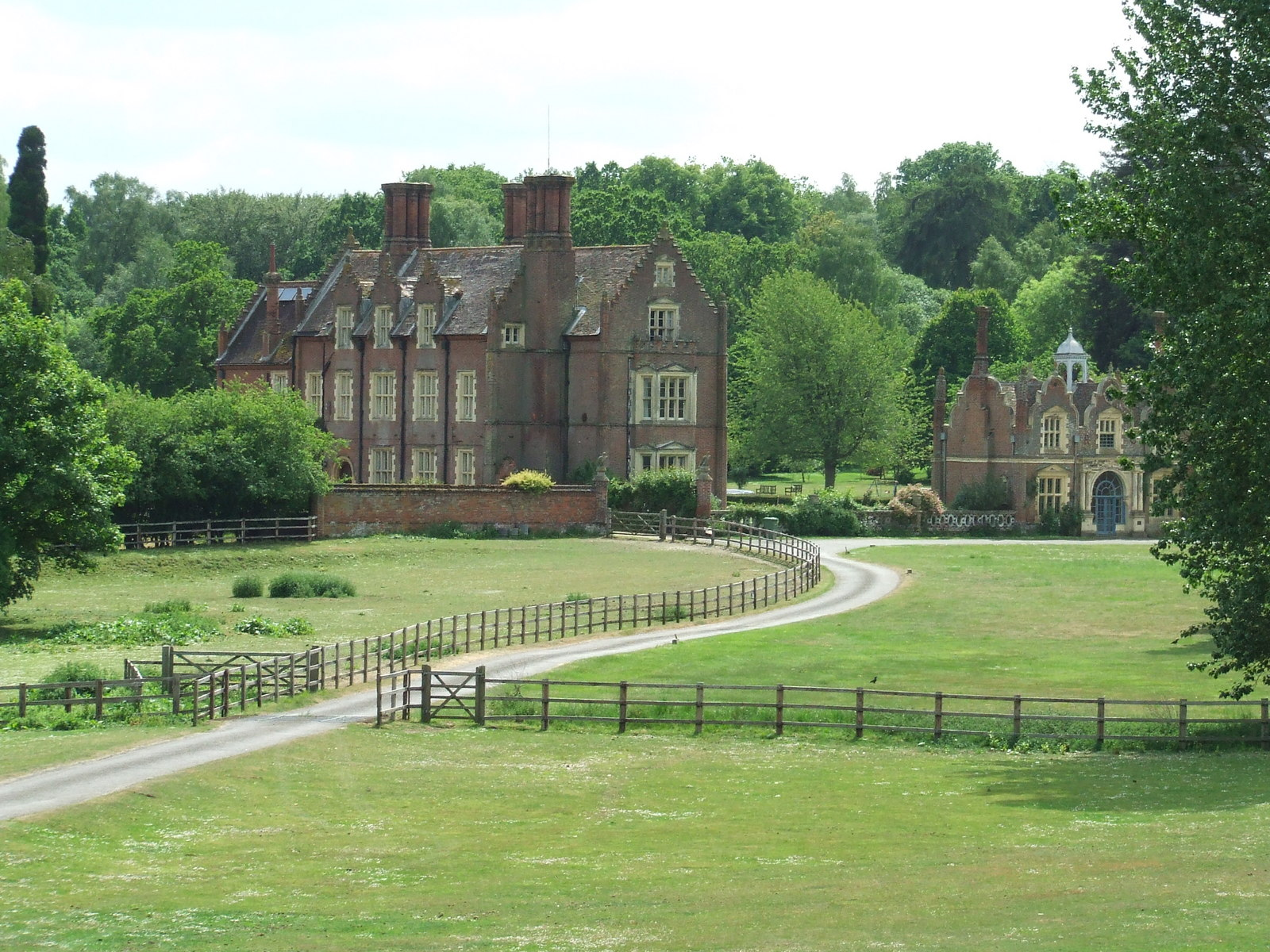
Merton Hall - siège de la famille de Grey à Norfolk

Il est le troisième fils de Thomas de Grey (1680-1765), député de Merton, Norfolk et d'Elizabeth, fille de William Windham, le frère cadet d'un autre Thomas de Grey (1717-1781). La famille de Grey est établie dans le Norfolk depuis le XIVe siècle. Il fait ses études à Trinity Hall, à Cambridge, est appelé à la barre du Middle Temple en 1742 et devient conseil du roi en 1758 . Entre 1761 et 1763, il est solliciteur général de la reine Charlotte. 
Il entre au Parlement pour Newport, en Cornouailles en 1761, poste qu'il occupe jusqu'en 1770, puis représente l'Université de Cambridge de 1770 à 1771. Sous George Grenville et Lord Rockingham, il est solliciteur général entre 1763 et 1766 et sous William Pitt l'Ancien, le duc de Grafton et Lord North, procureur général de 1766 à 1771. Il n'a pas réussi à obtenir la condamnation de Henry Sampson Woodfall pour la publication de l'une des Lettres de Junius, que la Couronne a qualifiée de diffamatoire séditieuse ; le jury a décidé autrement et Lord Mansfield a déclaré que le procès a été fait à tort . 
En 1771, il est nommé Lord juge en chef des plaids communs, poste qu'il occupe jusqu'en 1780, date à laquelle il est contraint de démissionner pour cause de maladie. Il est fait chevalier en 1766 et, à sa retraite, en 1780, il est élevé à la pairie sous le nom de baron Walsingham, de Walsingham dans le comté de Norfolk. 
Il épouse Mary, fille de William Cowper, en 1743. Ils ont un fils et une fille. Il meurt en mai 1781, à l'âge de 61 ans. Son fils unique Thomas de Grey (2e baron Walsingham) lui succède à la baronnie. Lady Walsingham est morte en 1800. 